# Vozera Ljuban
Vozera Ljuban (vitryska: Возера Любань, ryska: Ozero Lyuban’) är en sjö i Belarus.   Den ligger i voblasten Brests voblast, i den västra delen av landet, 290 km sydväst om huvudstaden Minsk. Vozera Ljuban ligger 140 meter över havet. Arean är 1,7 kvadratkilometer. Den sträcker sig 1,9 kilometer i nord-sydlig riktning, och 1,3 kilometer i öst-västlig riktning.
Omgivningarna runt Vozera Ljuban är en mosaik av jordbruksmark och naturlig växtlighet. Runt Vozera Ljuban är det ganska glesbefolkat, med 45 invånare per kvadratkilometer.